# Пять копеек (Беларусь)
Пять копе́ек (бел. Пяць капеек) — номинал монеты, используемый в Беларуси с 1 июля 2016 года.

## История
После распада СССР в течение 25 лет в Беларуси пользовались только бумажные деньги. Памятные монеты в обращении реально не использовались. После проведения деноминации в 2016 году впервые за всю историю суверенной Беларуси в денежном обращении появились монеты. Были выпущены 8 номиналов монет и 7 номиналов банкнот. Один из номиналов монет — 5 копеек, соответствующая банкноте 500 рублей образца 2000 года.

## Характеристика

### Аверс
В центре аверса рельефно изображён герб Беларуси, чуть ниже — надпись «БЕЛАРУСЬ» и год чеканки — «2009».

### Реверс
В центре реверса изображено цифровое обозначение номинала — «5», слева от цифры вертикально изображено название монеты на белорусском языке «КАПЕЕК». В нижней части монеты изображён национальный орнамент, символизирующий богатство и достаток.

## Состав
| Изображение | Медь | Железо | Кобальт |
| ----------- | ---- | ------ | ------- |
|             | 97,4 | 2,4    | 0,2     |